# (184011) Andypuckett
(184011) Andypuckett est un astéroïde de la ceinture principale.

## Description
(184011) Andypuckett est un astéroïde de la ceinture principale. Il fut découvert le 19 mars 2004 à Charleston par Robert Holmes. Il présente une orbite caractérisée par un demi-grand axe de 2,43 UA, une excentricité de 0,09 et une inclinaison de 6,1° par rapport à l'écliptique.

## Compléments